# Love and Money (album)
Love and Money è il nono album in studio del cantante statunitense Eddie Money, pubblicato nel 1995.

## Tracce
1. After This Love Is Gone (John Clifforth, Larry Tagg, Sheppard Solomon) - 4:31
2. She's Like a Movie (Curt Cuomo, Eddie Money, Tommy Girvin) - 4:30
3. Run Your Hurt Away (David Porter, Isaac Hayes) - 3:16
4. I'll Be the Fire (Cuomo, Don Kirkpatrick, Money) - 4:24
5. Take It from the Heart (Cuomo, Kirkpatrick, Money) - 4:15
6. Died a Thousand Times (Dennis Matkosky, Phil Roy) - 3:48
7. Just No Givin' Up - (Cuomo, Money) 3:47
8. I'm Comin' (Money) - 3:57
9. Almost Like We Never Met (Cuomo, Money, John Nelson) - 4:17
10. Running Out of Reasons (Cuomo, Money, Larry Lee, Girvin) - 4:37
11. There Will Never Be Another You (Cuomo, Money, Todd Cerney) - 3:55